# Messé
Messé ist eine französische Gemeinde mit 211 Einwohnern (Stand 1. Januar 2022) im Département Deux-Sèvres in der Region Nouvelle-Aquitaine. Sie gehört zum Arrondissement Niort und zum Kanton Celles-sur-Belle.

## Geografie
Messé liegt in der historischen Landschaft Poitou, etwa 40 Kilometer südwestlich der Stadt Poitiers, an der Grenze zum  Département Vienne. Nachbargemeinden sind
- Rom im Norden,
- Brux im Westen (Département Vienne),
- Vanzay im Süden und
- Sainte-Soline im Westen.

## Bevölkerungsentwicklung
| Jahr      | 1968 | 1975 | 1982 | 1990 | 1999 | 2006 | 2016 |
| Einwohner | 314  | 235  | 215  | 216  | 159  | 177  | 190  |

## Sehenswürdigkeiten
- Kirche Sainte Mélaine mit Ursprüngen aus dem 12./13. Jahrhundert[1]
- Schloss von La Roche Elie mit altem Wehrturm aus dem 15. Jahrhundert – Monument historique[2]